# لاين هانسن
لاين هانسن (بالدنماركية: Line U. Hansen)‏ هي لاعبة الاسكواش دنماركية، ولدت في 7 مايو 1983 في أودنسه في الدنمارك.

## وصلات خارجية
- لاين هانسن على موقع الاتحاد الدولي لمحترفي الاسكواش (مؤرشف) (الإنجليزية)
- لاين هانسن على موقع SquashInfo.com (الإنجليزية)